# Jennifer Weist
Jennifer Weist (née le 3 décembre 1986 à Wolgast) est une chanteuse et animatrice de télévision allemande. Elle est la chanteuse du groupe Jennifer Rostock et a une carrière sous le nom de Yaenniver.

## Biographie
Jennifer Weist grandit à Zinnowitz sur l'île d'Usedom, dans la mer Baltique. Elle suit une scolarité jusqu'à l'abitur.
Weist est victime d'un harcèlement en raison de son engagement politique de gauche libérale et de ses déclarations négatives à l'égard du parti Alternative pour l'Allemagne. Elle et sa famille reçoivent des menaces de mort après que les agresseurs obtiennent leur adresse et leur numéro de téléphone portable, Weist doit déménager.

## Carrière

### Musique
Weist joue à 13 ans pour la première fois dans un groupe, No Fame fondé par Johannes Walter. Elle et Walter se connaissaient depuis la maternelle. Walter lui demande lors d'un concours de karaoké, car il cherchait une chanteuse pour son groupe. En 2004, elle fonde le groupe Aerials. Après l'abitur, ils déménagent tous les deux à Berlin, où ils rencontrent Alex Voigt, Christoph Deckert et Christopher Kohl. Ensemble, ils fondent le groupe Jennifer Rostock.
Le groupe signe un contrat avec la maison de disques Warner Music et sort son premier album Ins offen Messer en 2008. Elle participe avec le groupe au Bundesvision Song Contest, où le groupe termine cinquième. Le groupe donne des concerts à l'échelle nationale ainsi qu'en Autriche et en Suisse. Le deuxième album Der Film sort en juillet 2009. En septembre 2011, le groupe participe de nouveau au Bundesvision Song Contest. Le troisième album Mit Haut und Haar sort en juillet 2011. En janvier 2014, le quatrième album studio sort sous le titre Schlaflos. L'album Genau in diesem Ton sort en septembre 2016. Le sixième album studio du groupe, Worst of Jennifer Rostock, suit en 2017. Le groupe annonce ensuite une pause dans leurs activités communes.
Weist fait partie du concert MTV Unplugged de Peter Maffay, une version en duo de la chanson Leuchtturm. L'album atteint la première place des ventes en 2017. Il en va de même pour Udo Lindenberg avec la chanson Gegen die Strom en 2018.
Le 13 août 2021, elle sort le single solo Intro sous le nom de scène Yaenniver. Son album solo Naked sort le 18 février 2022. La chanteuse Luci van Org apparaît sur son premier album solo en interprétant la chanson Mädchen du groupe Lucilectric de Luci van Org, qui fut un grand succès en 1994, sous le titre Mädchen Mädchen.

### Télévision
En janvier 2010, Weist participe à Das perfekte Dinner.
En 2014, Weist fait partie du jury d'experts allemand du concours Eurovision de la chanson 2014 avec le rappeur Sido, les chanteurs Madeline Juno et Andreas Bourani et le directeur musical Konrad Sommermeyer. Rétrospectivement, l'ensemble du jury est critiqué, soupçonné d'avoir voulu nuire à Conchita Wurst en attribuant les pires notes, Weist plaçant l'interprétation à la 9e place et lui donnant ainsi la meilleure note de l'ensemble du jury.
Weist anime le programme hebdomadaire Update Deluxe sur Deluxe Music, la première émission animée de la chaîne créée en 2005, de décembre 2014 à septembre 2020.
En 2018, Weist fait partie du jury X Factor aux côtés de Sido, Iggy Uriarte (Lions Head) et Thomas Anders. L'émission est diffusée sur Sky1.
Le 9 juin 2023, Weist est à Music Impossible et interprète sa chanson Hengstin dans le style pop de son adversaire Sarah Engels. Fin 2023, Weist participe à la neuvième saison de l'émission de ProSieben The Masked Singer dans le rôle de la Princesse de Glace et remporte le titre.